# پیست اسکی نسار
پیست اسکی نسار در استان کردستان، در جنوب غربی شهر بیجار و در کوه نسار قرار دارد، این پیست مشرف به شهر بیجار است و دسترسی به آن آسان می‌باشد. به علاوه طول و شیب پیست به گونه‌ای است که به راحتی می‌توان مسابقات کشوری و بین‌المللی را در آن برگزار کرد.

## موقعیت
پیست اسکی نسار بیجار با موقعیت جغرافیایی N۳۵۵۲۲۰ E۴۷۳۵۰۴، بر دامنه کوه نسار قرار دارد.

## مشخصات پیست اسکی روی برف نسار
پیست اسکی برف نسار دارای وسعتی در حدود ۱۱۲ هکتار است، طول پیست در حدود ۹۰۰ متر و عرض آن ۱۲۰ متر است. این پیست در سال ۱۳۸۸ افتتاح شد.

## مشخصات پیست اسکی روی چمن نسار
پیست چمن به مساحت ۲ هکتار (طول ۳۳۰ متر و عرض ۶۰ متر) تکمیل و آماده بهره‌برداری است و فاز دوم آن نیز به همین متراژ در حال احداث می‌باشد.

## امکانات ورزشی و رفاهی
| ردیف | عناوین     | توضیحات         |
| ---- | ---------- | --------------- |
| ۱    | تله سیژ    | به طول ۱۳۰۰ متر |
| ۲    | تله کابین  |                 |
| ۳    | پیست کوب   |                 |
| ۴    | مدرسه اسکی |                 |
| ۵    | پارکینگ    |                 |
| ۶    | هتل        |                 |
| ۷    | رستوران    |                 |